# 洪纳海镇
洪纳海乡，是中华人民共和国新疆维吾尔自治区伊犁哈萨克自治州昭苏县下辖的一个乡镇级行政单位。

## 行政区划
洪纳海乡下辖以下地区：
吐格勒勤村、别斯喀拉盖村、克孜勒加尔村、上洪纳海村、喀拉苏村、开斯克村、阿克塔斯村、赛克散村和乌鲁昆盖村。